# Rhamnus pallasii
Rhamnus pallasii är en brakvedsväxtart som beskrevs av Fisch. och C. A. Mey.. Rhamnus pallasii ingår i släktet getaplar, och familjen brakvedsväxter. Inga underarter finns listade i Catalogue of Life.